# Місячниця
Мі́сячниця, або луна́рія (Lunaria) — рід дворічних рослин родини капустяних, до складу якого входять 3 види. Усі його представники належать до європейської флори, усі є декоративними, а місячниця гірська в минулому також використовувалась як лікарська рослина.

## Назва

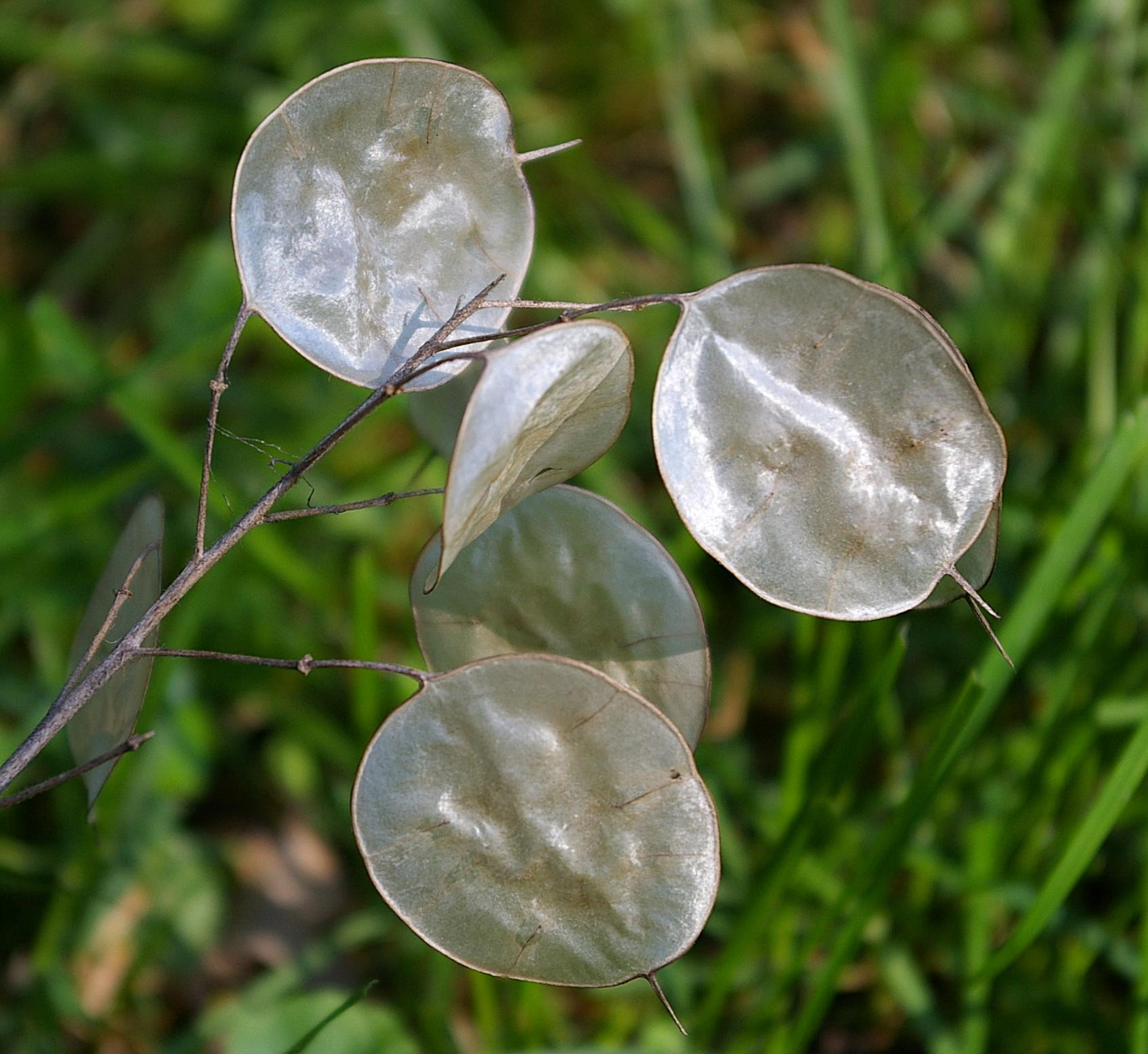
Перетинки плодів місячниці садової

Обидві українські родові назви є тотожними: перша — це дослівний переклад латинської Lunaria, а друга — калька з цієї ж мови, яку часто можна зустріти у науковій літературі. Таку назву роду було надано Карлом Ліннеєм, який при описі місячниці садової звернув увагу на дивний вигляд її плодів: від круглих стручків після достигання і висипання насіння залишались напівпрозорі перетинки, як сріблясто вилискували, наче повний Місяць.
Ця особливість плодів знайшла відображення також і в інших мовах. Наприклад, німці ці рослини називають «срібний талер» або «пфеніг Юди», іспанці на місячницю кажуть «монета Папи».

## Опис
Трав'янисті рослини заввишки 30-100 см. Підземні органи представлені кореневищами. Стебла прямостоячі, розвиваються на другий рік життя, в перший рік життєвого циклу утворюється лише прикоренева розетка. Листки черешкові, серцеподібні, великі, із зубчастим краєм.
Суцвіття — верхівкова китиця. Квітки актиноморфні, двостатеві, від білого до насичено-фіолетового кольору. Чашолистків 4, пелюсток 4. Тичинки вільні, біля їх основи розташовано по одному нектарнику — дволопатевому зовні та трилопатевому зсередини. Стовпчик довгий, приймочка дволопатева. Плід — стручок круглої (у місячниці садової) або довгастої (у місячниці гірської) форми, що сидить на довгій ніжці. Він містить нечисленне, відносно дрібне насіння, розташоване у плоді в два ряди. Насінини круглі, плоскі, зі шкірястим крильцем. Сім'ядолі плоскі або біля основи зігнуті навпоперек.

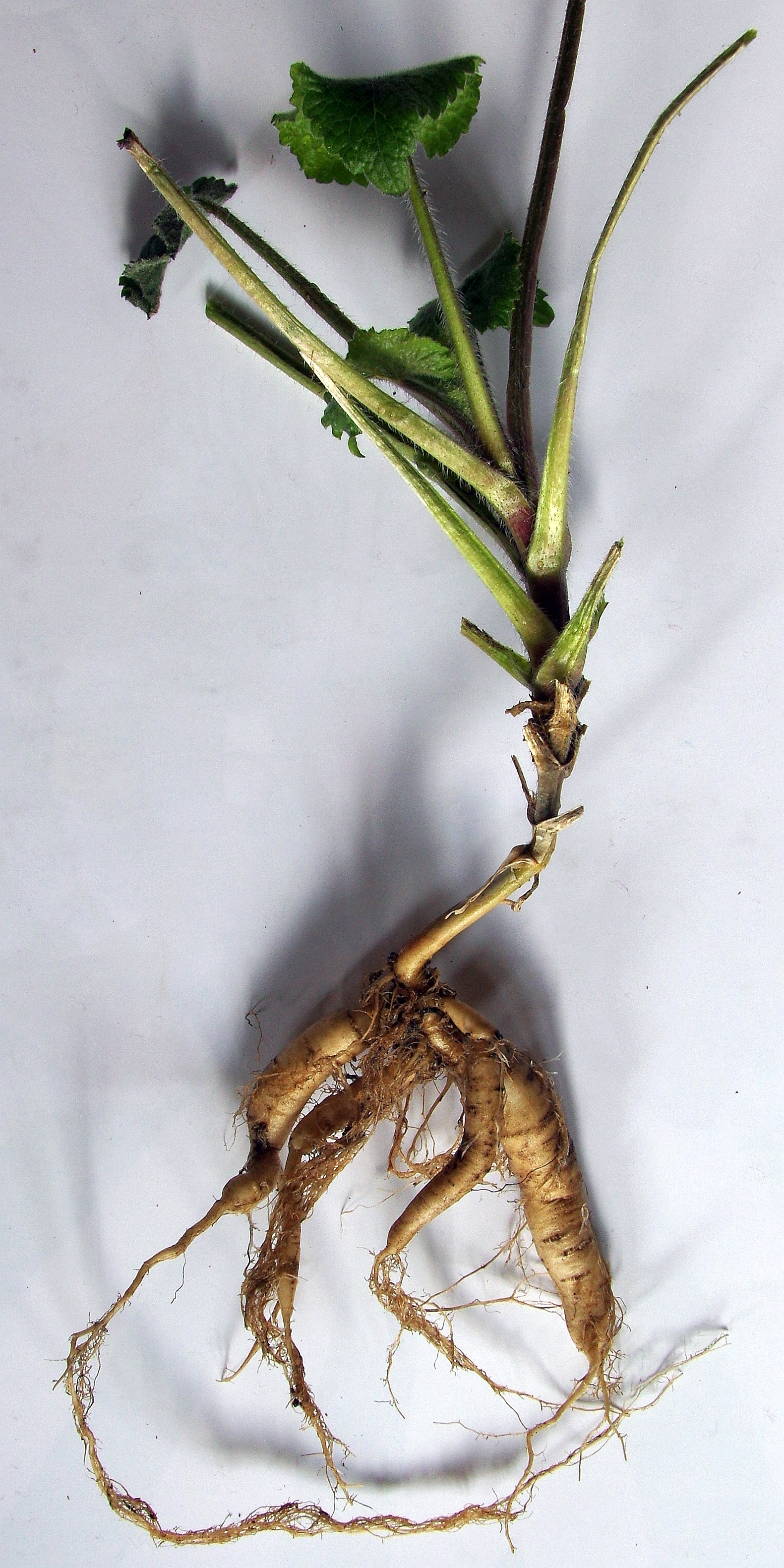
Кореневище місячниці садової
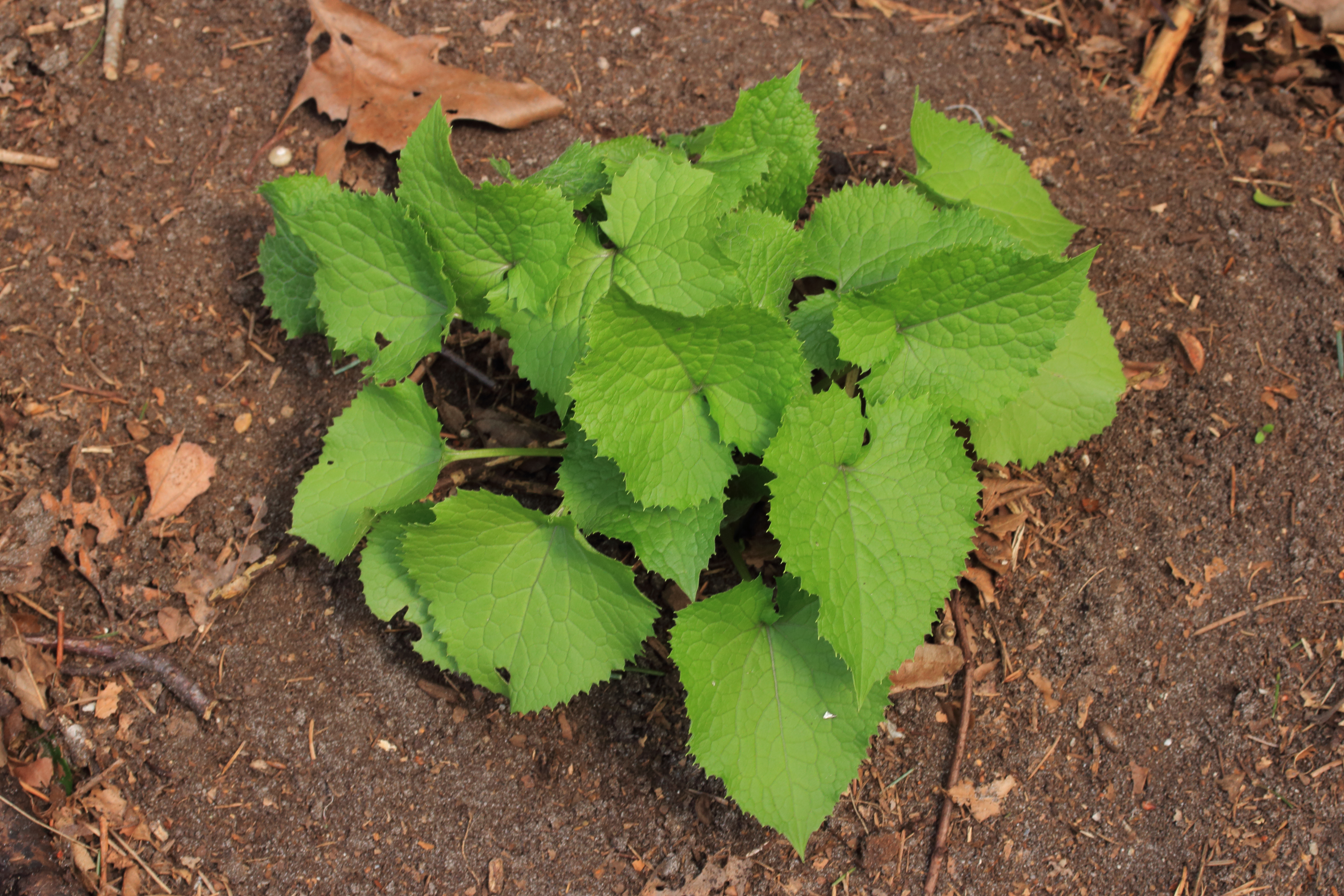
Листкова розетка місячниці гірської
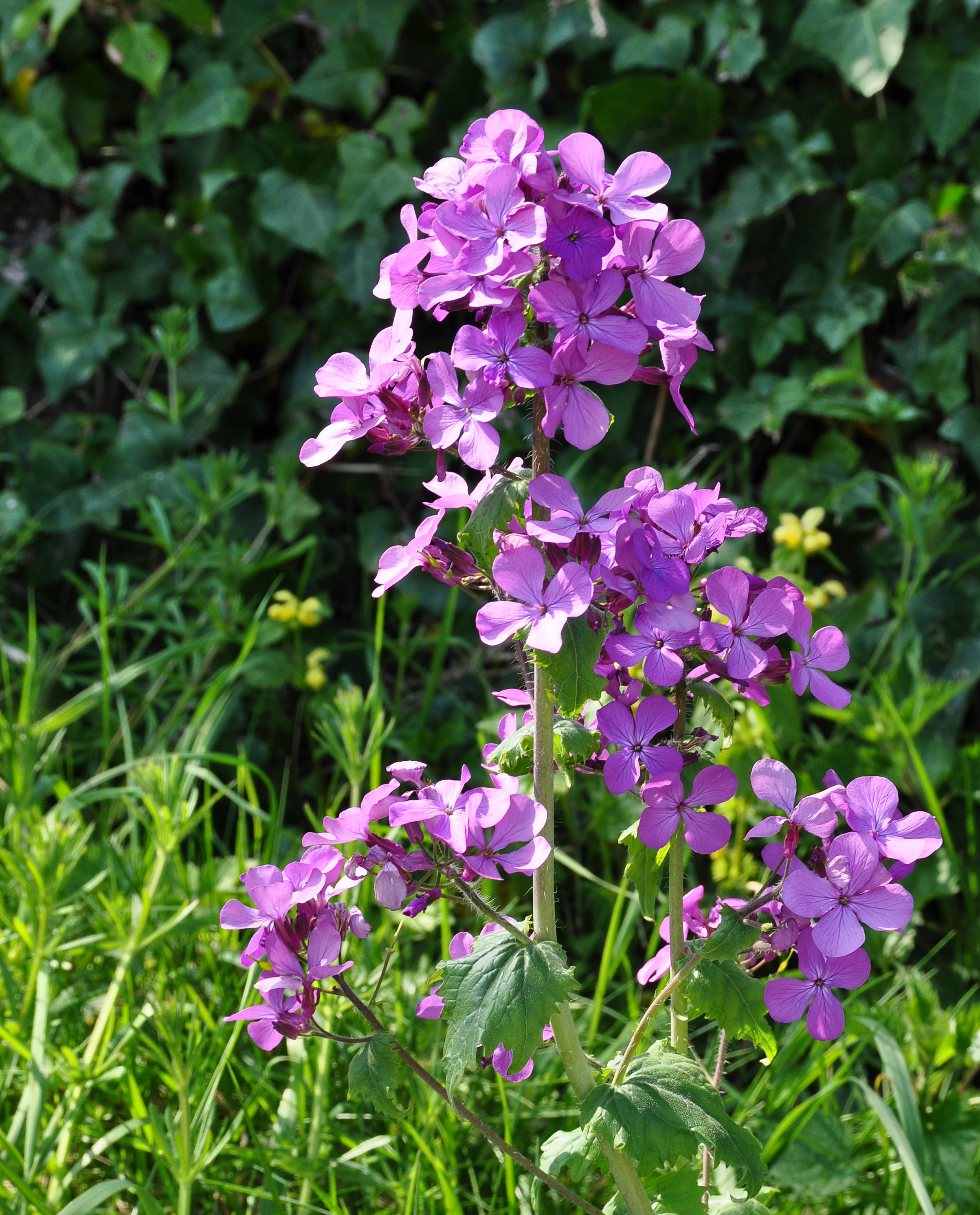
Суцвіття місячниці садової
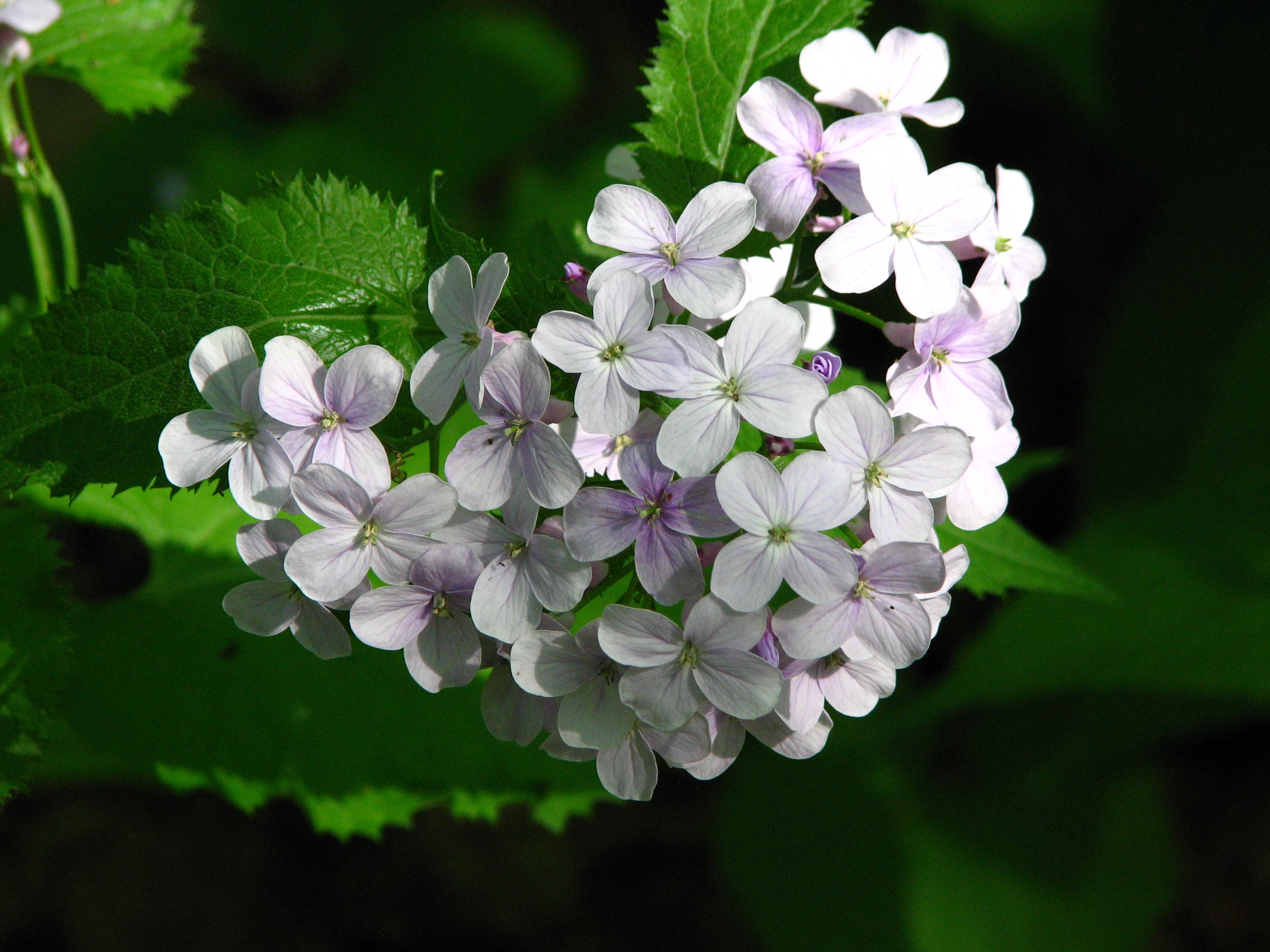
Квіти місячниці гірської
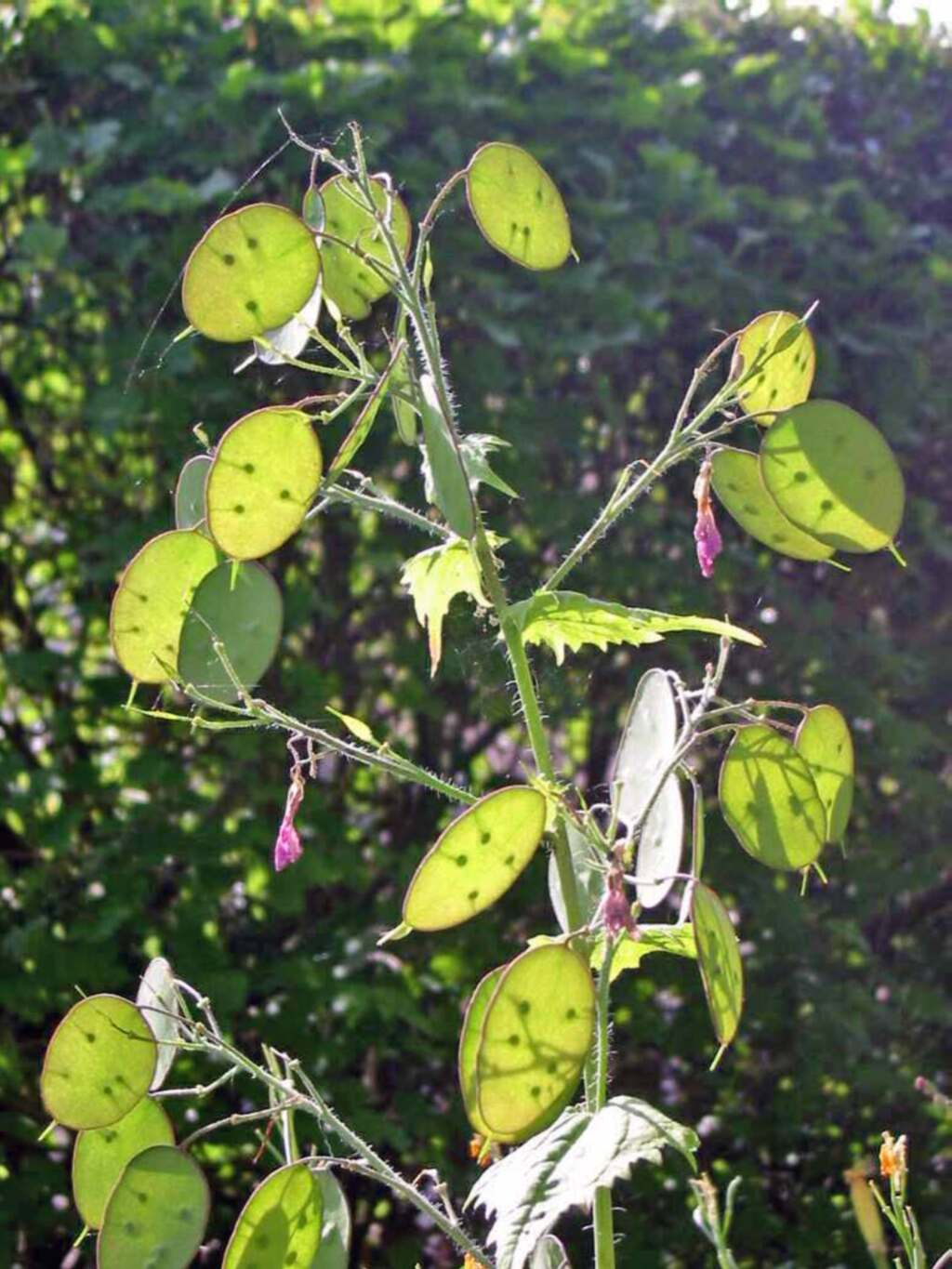
Плоди місячниці садової
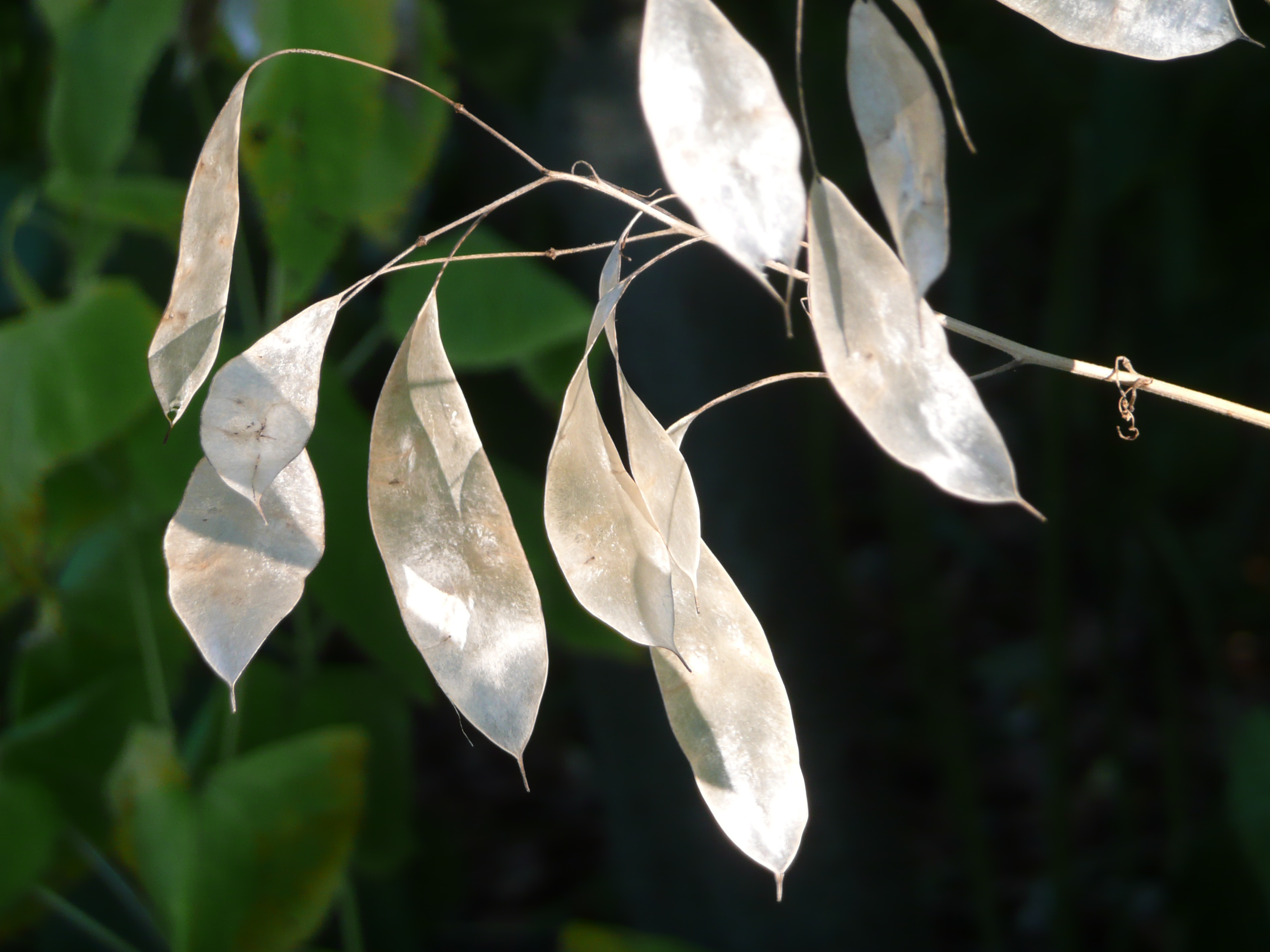
Плівчасті перетинки плодів місячниці гірської

## Екологія

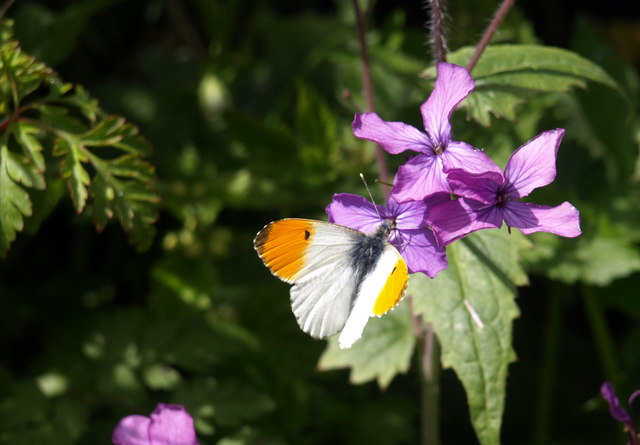
Метелик Anthocharis cardamines запилює квіти місячниці садової

Рослини помірно морозостійкі і тіньовитривалі. Зростають у напівзатінку, віддають перевагу плодючим, вологим і дренованим ґрунтам.
Цвітіння триває з кінця весни до середини літа. Квіти запилюються бджолами і метеликами. Насіння дозріває у серпні-жовтні. Окрім насіннєвого місячницям притаманний і вегетативний спосіб відновлення (поділом кореневищ).

## Поширення

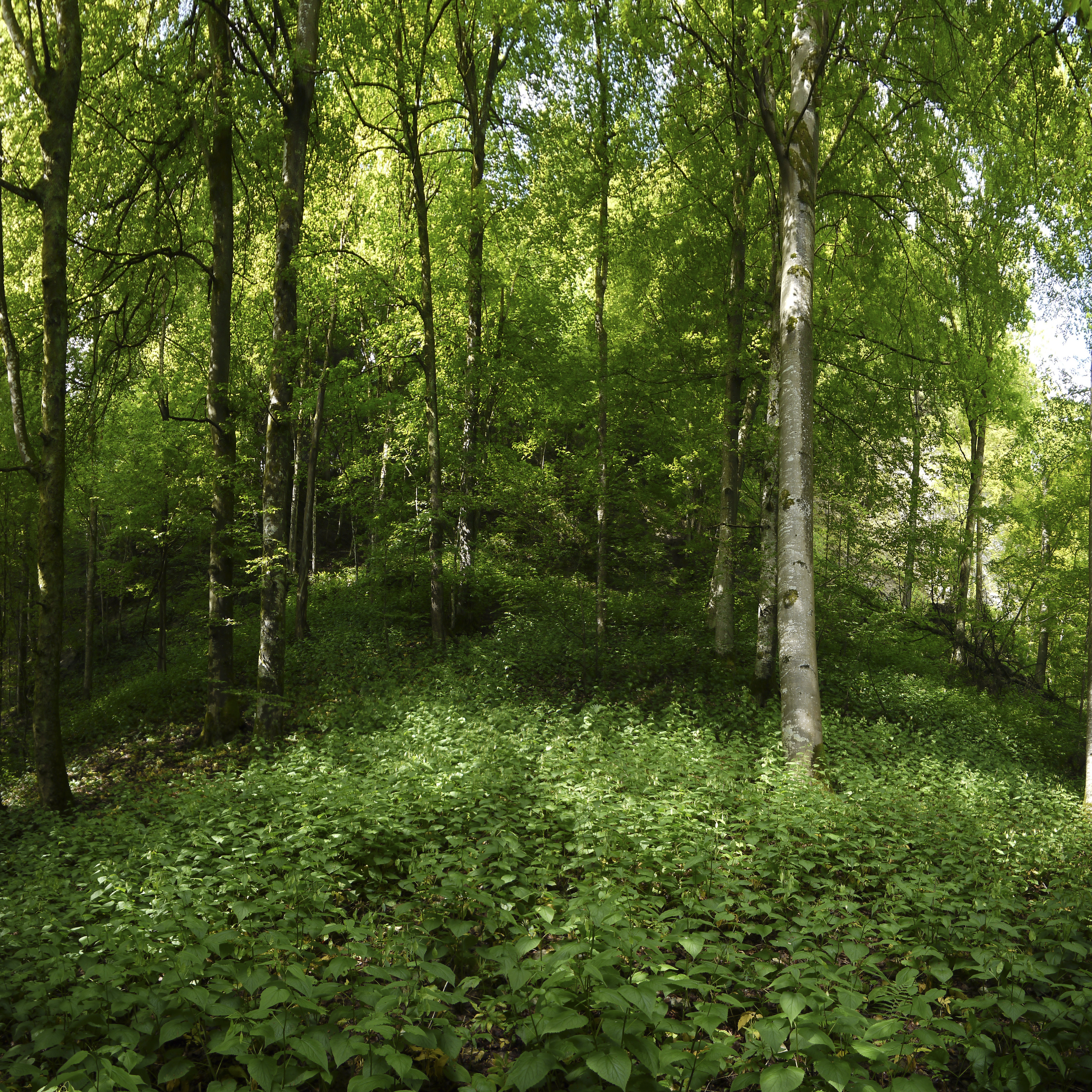
Типовий біотоп

Найпоширеніші представники роду — місячниця садова та гірська — зростають переважно у Центральній та Південній Європі. Обидва види трапляються в Україні, причому місячниця гірська занесена до Червоної книги, як недостатньо вивчений представник української флори, що знаходиться на східній межі ареалу. Натомість третій вид — Lunaria telekiana — належить до вузьких ендеміків Албанії й Чорногорії.

## Застосування
Усі види місячниць використовують як декоративні рослини, висаджуючи їх у садках під кронами дерев. Ці рослини невибагливі і добре розростаються у затінку. У культурі дають добрий врожай насіння, легко поновлюються самосівом, часто натуралізуються поза межами природного ареалу. Крім того, сухі стебла місячниці садової зі сріблястими перетинками достиглих плодів використовують для складання сухих букетів. Мовою квітів лунарія означає щирість та забудькуватість.
Насіння місячниці гірської в минулому застосовували в народній медицині як заспокійливий засіб, в тому числі і в дитячій терапії.
На честь цього роду рослин названо астероїд 1067 Лунарія.